# Humboldt-Schule (Erfurt)

Das erste Schulhaus Collegium Maius

Die Humboldt-Schule ist eine 1879 gegründetes ehemaliges Realgymnasium in Erfurt. Seit 1991 wird sie als Grundschule geführt.

## Lage
In der Erfurter Innenstadt, Juri-Gagarin-Ring 126.

## Geschichte
Die Schule wurde am 17. April 1879 als höhere Bürgerschule gegründet und bezog zunächst das Collegium Maius, das alte Hauptgebäude der ehemaligen Erfurter Universität – das vor Übernahme der Schulfunktion jahrzehntelang als Arbeitshaus der Stadt gedient hatte. Aufgrund schnell wachsender Schülerzahlen im Zuge der industriellen Entwicklung Erfurts in der Gründerzeit erwies sich das Gebäude bald als zu klein und ungeeignet, so dass ein Neubau am damaligen Krämpferring geplant wurde. Er wurde am 20. Oktober 1909 als die „Städtische Oberrealschule“ seiner Bestimmung übergeben und bot 800 Schülern Platz. Der Neubau verfügte über auch im heutigen Vergleich exzellente grundlegende Ausstattungen für die naturwissenschaftlichen Fächer, eine Sternwarte, Werkstätten wie Tischlerei, Schlosserei und Schmiede, eine Sporthalle mit entsprechenden Geräten zur Körperertüchtigung, eine Bücherei sowie als Prunkstück eine große Aula mit Konzertflügel und Orgel.

Der Schulneubau von 1909 vor der Zerstörung 1945

Zur 50-Jahr-Feier der Städtischen Oberrealschule wurde sie in Würdigung der Lebensarbeit der Brüder Wilhelm von Humboldt und Alexander von Humboldt am 17. April 1929 „Humboldt–Schule“, genannt.
Nach der Machtergreifung 1933 unterstützte die Schule in besonderem Maße den Nationalsozialismus. So wurden im Zuge der Novemberpogrome 1938 in ihr 197 verhaftete jüdische Männer zusammengetrieben und von dort in das KZ Buchenwald gebracht. Gegen Ende des Zweiten Weltkrieges wurde das Gebäude auch für Evakuierungs und Kriegszwecke benutzt. Am 19. Februar 1945 wurde die Humboldt-Schule bis auf den Ostflügel bei einem britischen Bombenangriff durch eine Luftmine völlig zerstört und elf Menschen, darunter vier Schüler der Brandwache, fanden dabei den Tod.
Die Reste des Hauptgebäudes am Ring wurden in den folgenden Nachkriegsjahren abgerissen. Lediglich der noch in großen Teilen erhalten gebliebene Ostflügel wurde in den darauf folgenden Jahren wieder aufgebaut und erneut als Schule genutzt. Gleichzeitig folgte eine pädagogische Neuorientierung im Sinne des Sozialismus und mit weiterem Ausbau des naturwissenschaftlichem Schwerpunktes. Die Lehrstoffvermittlung bezog sich infolgedessen vorrangig auf die Unterrichtsfächer Mathematik, Physik, Chemie, Biologie, Geschichte, Erdkunde, Deutsch, Staatsbürgerkunde, Englisch, Latein, Französisch, Russisch, Musik und Turnen. Experimentalunterricht in Chemie, Physik und Biologie bestimmte das Unterrichtsgeschehen mit. Der Religionsunterricht verschwand, da er als rein private Angelegenheit der religiösen Gemeinschaften betrachtet wurde. Die Unterdrückung alles Religiösen führte zum Beispiel dazu, dass der Musiklehrer und spätere Weimarer Hochschulprofessor Gert Frischmuth die Schule verließ, nachdem er erfahren hatte, dass er wegen seiner damaligen kirchenmusikalischen Aktivitäten gemaßregelt werden sollte. Im Zuge der Schulreform der DDR 1959 wurde die Schule eine der drei Erweiterten Oberschulen Erfurts.
1991 wurde die Humboldt-Schule in ihrer bisherigen Form als naturwissenschaftliche Bildungsstätte zur Erreichung des Abiturs aufgelöst und die Einrichtungsgegenstände, Lehrmaterialien, Bücher und Modelle wurden größtenteils vernichtet. Seitdem wird die Schule als Grundschule 9, Humboldt-Schule weitergeführt
.

## Bekannte Lehrer
- Hans Wiedemann (1888–1959), 1916–1945 Studienrat, Politiker (CDU)

## Bekannte Schüler
- Rolf Günther (1913–1945), SS-Sturmbannführer, Stellv. von Adolf Eichmann RSHA Referat IV B 4,
- Günther Jahn (1930–2015), Politiker (SED)
- Jörg Hindemith (* 1956), Musiker
- Petra Barthel (* 1951), Schauspielerin
- Helga Brück (1928–2013), Musikhistorikerin
- Alexander Lang (1941–2024), Regisseur und Schauspieler
- Anke Besser-Güth (1940–2019), Bildhauerin
- Dirk Löhr, Journalist
- Michael Geyer (* 1943), Psychologe und Klinikdirektor